# Simone Thomalla
Simone Thomalla (Leipzig, 11 de abril de 1965) es una actriz alemana de cine, teatro y televisión. Conocida por su personaje Katja Baumann en la serie Frühling.
En el curso de su carrera, ha participado en múltiples series de televisión desde los años 1980. Su mayor popularidad se debe a su papel de detective Eva Saafeld en la serie televisiva Tatort (1998). Ha participado además en varias películas en la pequeña pantalla, las que interpreta a Katja Baumann, una asistente rural que resuelve los problemas de la gente.
Es hija del escenografo Alfred Thomalla y madre de la actriz Sophia Thomalla.

## Biografía

### Vida privada
Ha sido pareja del entrenador de fútbol Rudi Assauer, ex-mánager del Schalke 04.

## Filmografía

### Cine
- En einem Atem (1988)
- Zwei schräge Vögel (1989)
- Cosima's Lexikon (1992)
- Bis aufs Blut - Brüder auf Bewährung (2010)

### Televisión
- Abgefunden – película TV (1984) – rol: Franziska Lammertin
- Viola – película TV (1986) – Brigitte Wagenbach
- Sidonies Bilder – película TV (1987)
- Polizeiruf 110 – serie TV, 1 episodio (1988)
- Die gestundete Zeit – película TV (1989)
- Immensee – película TV (1989) – zíngara
- Agentur Herz – serie TV, 9 episodios (1991-1992)
- Ein Bayer auf Rügen – serie TV (1993) - Hanna Gernrich
- Durchreise - miniserie TV, 6 episodios (1993)
- Liebe am Abgrund – película TV (1993)
- Buongiorno profesor! – serie TV, 10 episodios (1993-1995) – Reinas Holle
- Matchball – serie TV, 1 episodio (1994)
- Cornelius hilft – serie TV, 1 episodio (1994)
- Das Phantom - Die Jagd nach Dagobert – película TV (1994)
- Markus Merthin, médico de las mujeres – series TV, 24 episodios (1994-1997) – Dorothee Wilke Merthin
- Mona M. - Mit den Waffen einer Frau – serie TV, 14 episodios (1996) – Mona Morena
- Die Geliebte – serie TV (1996)
- Un azar para dos – serie TV, 1 episodio (1997) – Nathalie Wegner
- Ärzte – serie TV (1997-1999) - Leah Schönfeld
- Les pédiatres - miniserie TV (1998)
- Tatort – serie TV (1998-…) – Eva Saafeld
- Der letzte Zeuge – serie TV, 2 episodios (2000)
- Anna H. - Geliebte, Ehefrau und Hure – película TV (2000) – Tina
- Siska – serie TV, 1 episodio (2000) -  Riñones Winkler
- El comisario Kress (Der Altas) – series TV, 1 episodio (2000) – Verdadera Schulten
- Am Anfang war die Eifersucht – película TV (2001)
- Der Bestseller - Millionencoup auf Gran Canaria – película TV (2001)
- Un azar para dos – serie TV, 1 episodio (2001) – Verdadera Landers
- Ein Vater zum Verlieben – película TV (2001)
- Mama macht's möglich – película TV (2002)
- Der Pfundskerl – serie TV, 1 episodio (2003)
- Nicht ohne meinen Anwalt – serie TV, 2 episodios (2003)
- Der kleine Mönch – serie TV, 1 episodio (2003)
- Ein Fall für den Fuchs – serie TV (2004-2007)
- Der Ferienarzt – serie TV, 1 episodio (2005)
- Brücke zum Herzen – película TV (2005)
- Colonia Brigada Criminal – serie TV, 1 episodio (2005)
- La dulce Rita – película TV (2005) – Rita Schumacher
- Siska – serie TV, 1 episodio (2005) -  Ingeborg Breul
- Donna Leon – serie TV, 1 episodio (2005)
- Der Bulle von Tölz – serie TV, 1 episodio (2005)
- El comisario Kress (Der Altas) – series TV, 1 episodio (2006) – Angelika Krämer
- Alerta Cobra – serie TV, 1 episodio (2006)
- Entführ' Mich, Liebling! – película TV (2006)
- De repente... Gina – película TV (2007) – Penélope Zimmer
- Ein Teufel für Familie Engel – película TV (2007)
- Liebe macht sexy – película TV (2009)
- Die Rosenheim-Cops – serie TV, 2 episodios (2010)
- Bei manchen Männern hilft nur Voodoo – película TV (2010)
- Familie Fröhlich - Schlimmer geht immer – película TV (2010)
- Aschenputtel – película TV (2010) – Therese
- Für immer Frühling – película TV (2011) – Katja Baumann
- Die Erfinderbraut – película TV (2013)
- Nach all den Jahren – película TV (2014)
- Sprung ins Leben – película TV (2014)

## Películas como Katja Baumann
Frühling
Katja Baumann se separa de su marido Peter que le ha sido infiel y comienza de nuevo. Ella deja su trabajo como enfermera y se muda con Kiki, su hija de diecisiete años, a una aldea alpina para trabajar allí como asistente social en el pueblo en colaboración con el sacerdote Cristiano Católico de dicha localidad ficticia.
Lista de capítulos de Frühling
- Actores fijos principales:
  - Simone Thomalla
  - Marco Girnth
  - Carolyn Genzkow
  - Merab Ninidze
  - Johannes Herrschmann

## Premios
- 2006: Goldene Kamera junto a Rudi Assauer por la aparición en un spot para Veltins